# Chet Culver

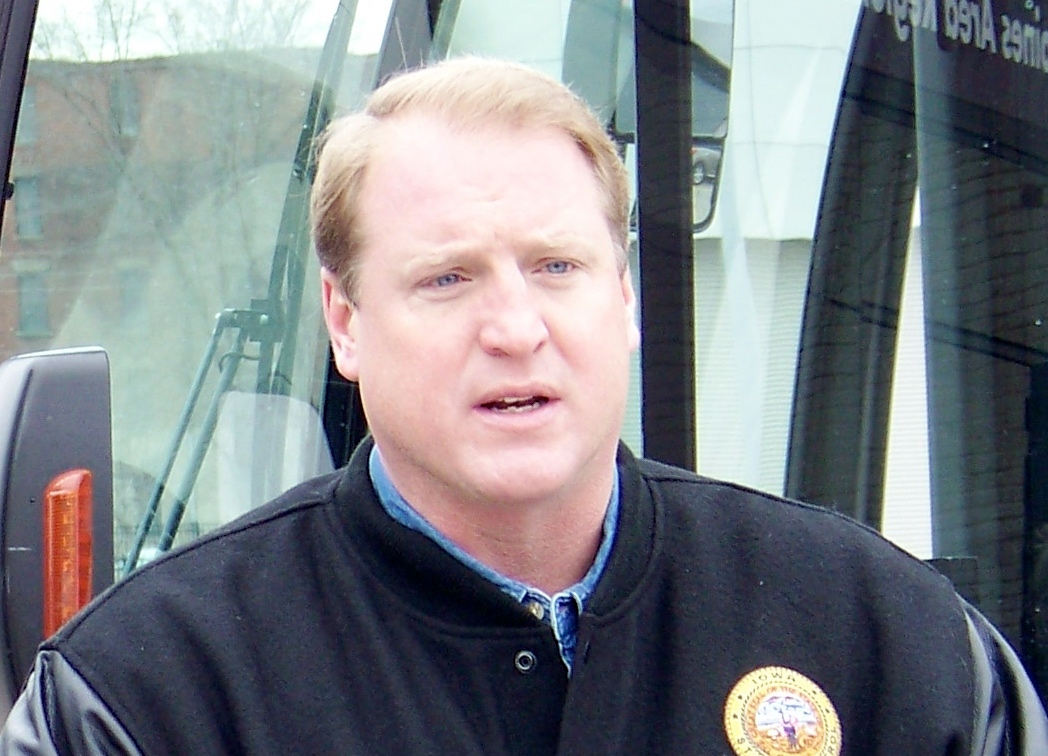
Chet Culver

Chester John Culver, född 25 januari 1966 i Washington, D.C., är en amerikansk demokratisk politiker. Han var guvernör i Iowa från januari 2007 till januari 2011.
Culvers far John Culver representerade Iowa i USA:s senat 1975–1981. Culver avlade sin magisterexamen i pedagogik vid Drake University. Han arbetade som gymnasielärare i Des Moines innan han blev politiker. Han är gift med Mariclare Culver. De har två barn: Clare Honour och John William. Culver är presbyterian.
I 2006 års guvernörsval fick Culver 54 procent mot republikanen Jim Nussles 44 procent.